# Либидо
Либидо је општа ознака за психичку енергију. То је један од кључних појмова психоанализе и односи се на енергију сексуалног нагона. Зато су нагонске тежње увек усмерене ка тражењу пријатности и задовољства било на сопственом телу (аутоеротско) на спољашњем објекту (стварно) или фантазматско, инцесно, хомосексуално и сл. Енергија либида, односно сексуалног нагона, мења се у фазама, као што су орална и анална, док не достигне генитални стадијум и не пронађе одговарајући сексуални објект који није дат пре овог искуства. По Јунговом схватању либидо се дефинише као целокупна психичка, односно животна енергија којом свака особа располаже.
То је укупни сексуални нагон особе или жеља за  сексуалном активности и у крајњој линији сношајем. На либидо утичу биолошки, психолошки и социјални фактори. Од биолошких, либидо код људи регулирају сполни хормони и придружени неуротрансмитери који делују на nucleus accumbens (првенствено тестостерон и допамин). Друштвени фактори, попут посла и породице, и унутрашњи психолошки фактори, попут личности и стреса, могу утицати на либидо. На либидо могу утицати и здравствена стања, лекови, животни стил и проблеми у вези и старосном добу (нпр. пубертет). Особа која има изузетно чест или изненада повећан сексуални нагон може да доживи хиперсексуалност, док је супротно стање хипосексуалност.
Особа може имати жељу за сексом, али нема прилику утицати на ту жељу, или може из особних, моралних или вјерских разлога  суздржати се од деловања на порив. Психолошки нагон особе може бити потиснут или сублимиран. Супротно томе, особа се може бавити сексуалном активношћу без стварне жеље за тим. Вишеструки фактори утичу на људски сполни нагон, укључујући стрес, болест, трудноћу и друге. Прегледом из 2001. утврђено је да мушкарци у просеку имају већу жељу за сексом од жена. 
„Сви докази које смо прегледали упућују на закључак да мушкарци више желе секс од жена. Иако су неки налази методолошки строжији од других, једногласна конвергенција свих мера и налаза повећава поверење. Нисмо пронашли нити једно истраживање ни на једној од десетак различитих мера које би откриле да жене имају јачи сексуални нагон од мушкараца. Сматрамо да комбинована количина, квалитет, разноликост и конвергенција доказа чине закључак неспорним.”
Либидо представља кључни појам унутар психоаналитичких теорија. Појављује се предоминантно у делима Зигмунда Фројда 1894. 
Према познатој Фројдовој теорији, либидо представља сексуални нагон и по њему то је главни, ако не и једини погон човека, по Фројдовом узрочно-последичном схватању, увек се ради о једној те истој непромењеној супстанци сексуалне компоненте, на чије деловање указује тумачењем са уравнотеженом равномерношћу.
По Карлу Густаву Јунгu, немогуће је либидо, као појам и објашњење, користити само као сексуалну енергију. Полна динамика је у тоталном подручју психе само специјалан случај, као на пример и нагон глади, чиме се не оспорава њено постојање, већ је само помера на право место. Дакле насупрот сексуалној теорији, Јунг либидо генерално сматра (психичком) енергијом. 

## Психичка енергија либида
Израз психичка енергија је енергетско гледиште а користи се већ од давнина. Налази се нпр. код Шилера, који употребљава термине као „премештање интензитета“. Фон Грот и Липс користе енергетско гледиште, при чему Липс, у свом делу Водич за психологију, разликује психичку енергију од физичке, а такође раздваја појам психичке енергије од психичке снаге. Према Липсу, психичка снага је могућност да у душевном животу настану одређена збивања и да се остваре до одређеног степена делатности. Насупрот томе, психичка енергија је у самим збивањима садржана могућност да се у њима актуализира та снага.
Јунг је 1913. године изричито објаснио да појам либидо којег употребљава, не само да није конкретан или познат појам, већ да је заправо један X, чиста хипотеза, слика или кованица, исто тако мало конкретно схватљив колико и енергија физичког света. Енергија, као и њен корелативни појам времена, су с једне стране непосредни, унапред дати облици проматрања, али и конкретизовани, примењени или емпиријски појмови. Примењени појам енергије односи се увек на понашање снага покренуте супстанце, пошто енергија другачије и није приступачна искуству до заправо преко посматрања покренутих супстанци. На исти начин психолошки појам енергије није чист, већ такође конкретан и примјењен појам који се јавља као полна, витална, морална, интелектуална и било која друга енергија. Либидо по Јунгу није ништа друго до скраћен истозначни термин за „енергетски начин проматрања“ психичких појава.

## Теорија либида

### Прогресија и регресија
Јунг, међу најважније феномене душевног живота, укључује прогресију и регресију либида. Под прогресијом примарно схвата свакодневно напредовање психичког процеса прилагођавања. Прилагођавање није постигнуто једном заувек. Захтевима прилагођавања може се удовољити само помоћу одговарајућег усмереног става. Испуњење прилагођавања одвија се у две етапе: 
1. Дефинисање или постизање става
2. Испуњење прилагођавања помоћу заузетог става.

Прогресија либида на тај начин би се састојала од трајног задовољавања захтева, којег постављају услови средине. Бодући да се овај учинак може постићи само помоћу формулираног става, односно укључивањем усмерености, тако то може значити и извесну једностраност. Она, услед могуће промене услова, не може више удовољити захтевима адаптације, чиме и престаје прогресија либида. Регресија либида подиже вредност оних садржаја који су претходно били искључени из свесног процеса прилагођавања, регресија, кретање либида уназад, значи губитак досадашњих вредности, а повећање вредности оних „затамњено свесних“ или несвесних садржаја који су у односу на прилагођавање по општем признању некорисни, због чега су обично одвојени од усмерене психичке функције.
Прогресија, као непрестани процес стицања прилагодби на услове средине, утемељена је у виталној неопходности прилагођавања. То је нужда која особу приморава на апсолутну оријентацију према условима средине и потискивање свих оних тенденција које служе индивидуализацији. Насупрот томе регресија је прилагођавање на услове властитог унутрашњег света и заснована је на виталној неопходности удовољавања захтевима индивидуације.

### Екстраверзија и интроверзија
Прогресија и регресија у остваривању прилагођавања спољном и унутрашњем свету могу се ставити у везу са  екстраверзијом и интроверзијом. Међутим, екстраверзија и интроверзија су појмови који се као динамизми од њих разликују. Прогресија и регресија су динамизми, односно закономерни облици преобликовања енергије, док су екстраверзије и интроверзија, као што им већ име наглашава, динамизми или облици прогресије или регресије, а који зависе од заузетог ставу.  Регресија тако може уследити на два начина, као узмицање пред условима средине (интроверзија) или као бекство у екстравагантан спољни доживљај (екстраверзија). Неуспех неку особу  премјешта у стање туробног размишљања, док другу тера у скитање по локалима. Либидо се не креће само напред и назад, већ такође према спољашности и унутра.

### Премештање либида
У књизи „Преображаји и симболи либида“, Јунг је употребио израз „премештање либида“, да би тиме означио енергетски преображај или преобраћење, при чему је имао на уму померање психичког интензитета или вредности са једног садржаја на други. По Јунгу, култура представља механизам помоћу којег се природни енергетски потенцијал користи за радни учинак. То што је човечанство открило културу, мора да је дубоко утемељено већ у самој основи живих бића. Сам живот, који физичке, хемијске и остале околинске услове користи као средство за своју егзистенцију. Другим речима, жива материја је један енергетски трансформатор, при чему суделује у процесу претварања. Физичка енергија не претвара се директно у живот, већ само њено претварање је израз живота.
Претварање нагонске енергије одвија се помоћу превођења на аналоге нагонског објекта, при чему Јунг даје примере из церемонија, игара и магијских радњи примитивног човека.

### Креирање симбола
Јунг је симбол дефинисао као психолошку машину која претвара енергију. Симбол који преображава енергију је такође обележио и као аналогију либида при чему је мислио на стварни симбол, а не семиотско тумачење, односно знак. Магија је први радни учинак који примитивни човек, помоћу стварања аналогије, преузима од нагонске енергије. Церемонија је магична када се не обавља због ефективног радног учинка, већ кад остане на нивоу очекивања. У овом случају, енергија се преводи на нов облик, при чему се ствара нов динамизам који, међутим, остаје магичан све дотле док не изврши ефективан рад. Предност која проистиче из магијске церемоније састоји се у томе што новопоседнути објект укључује делотворне могућности у односу на психу. 
Детерминација духа путем објеката који имају магично деловање даје могућност да човек, преко непрекидног бављења тим објектом, током игре долази до свакаквих открића, која би му иначе промакла. Зато није претерано упрошћене синтагма да је магија мајка науке. Још у поодмаклом средњем веку, оно што се данас сматра науком није било ништа друго до практикована магија. Илустративан пример је алхемија чија симболика, убједљивом  разумљивошћу, показује у принципу претходно описани процес претварања енергије.